# Negozio giuridico unilaterale
Il negozio giuridico unilaterale è un negozio giuridico costituito dalla dichiarazione di volontà, espressa o tacita, di una sola parte; insieme alle dichiarazioni di scienza, fanno parte degli atti unilaterali in diritto privato.

## Caratteri
Il codice civile italiano non fa menzione della categoria, la quale comunque è generalmente accettata in dottrina e la cui disciplina si fa risalire alle norme sui contratti presenti nel titolo II del libro IV del codice civile. 
Il problema principale di diritto positivo italiano è, da un lato, stabilire quali atti siano negozi giuridici (ad es. controverso è se lo sia la procura), dall'altro, una volta stabilito che un atto è un negozio giuridico, comprendere con esattezza quali conseguenze abbia tale qualificazione.
L'articolo 1324 del codice civile, infatti, estende a tutti gli atti unilaterali tra vivi, in quanto compatibile, la disciplina del contratto, e poiché alcuni atti unilaterali tra vivi sono di sicuro negoziali, ci si potrebbe chiedere se e in quale misura ereditino la disciplina di quell'istituto.
L'articolo 1334 c.c. stabilisce che tali atti producono effetto dal momento che pervengono a conoscenza della persona alla quale sono destinati. Sulla base di questo articolo è possibile distinguere tra negozi recettizi (ossia indirizzati a terzi) e negozi non recettizi.
Il negozio unilaterale necessita della forma scritta qualora sia collegato a una vicenda rientrante nella previsione dell'articolo 1350 c.c. e non quando produca immediatamente uno tra gli effetti previsti dal predetto articolo. Per esempio, la diffida ad adempiere deve essere sempre in forma scritta, mentre l'atto costitutivo di fondazione deve essere scritto e in forma di atto pubblico e il testamento, se scritto, ammette solo la scrittura olografica (interamente a mano). Gli atti unilaterali che non rispettano la forma prescritta, qualora sia prescritta, sono nulli: non producono effetti giuridici.

## Perfezionamento e revoca
Il negozio unilaterale si perfeziona con la semplice emissione della dichiarazione; ne consegue che la ricezione da parte del terzo è essenziale esclusivamente sul piano degli effetti.
È ammessa la revoca della dichiarazione recettizia a patto che pervenga al destinatario prima della dichiarazione stessa, mentre, a differenza di quanto accade per proposta e accettazione contrattuale, è del tutto irrilevante la morte o l'incapacità sopravvenuta per revocare o rendere nullo l'atto unilaterale.
L'articolo 1335 disciplina la cosiddetta presunzione relativa di conoscenza in base alla quale la dichiarazione si reputa conosciuta quando giunge all'indirizzo del destinatario, salvo che quest'ultimo provi di essere stato, senza sua colpa, nell'impossibilità di averne notizia.

## Esempi di negozi giuridici unilaterali
- L'atto testamentario (con cui si apre una causa di successione in diritto successorio)
- L'atto di rinunzia all'eredità da parte di un erede (la rinuncia deve sempre riguardare l'intera quota di eredità e va eseguita davanti a un pubblico ufficiale come un notaio)
- L'intimazione ad adempiere (o 'diffida ad adempiere', in cui è presente anche la costituzione in mora del debitore con l'aggiunta delle spese di messa in mora, cioè dell'invio dell'atto in forma scritta)
- La dichiarazione di non voler adempiere del debitore (in forma scritta e per cui scatta automaticamente la messa in mora a carico del debitore e la risoluzione di diritto del contratto)
- L'atto costitutivo di fondazione (cioè di un ente riconosciuto e non a scopo di lucro)
- L'atto di convalida di un contratto annullabile
- L'atto di conferimento di procura da parte del rappresentante/dominus a un proprio rappresentato (un atto volontario e non dettato dalla legge)
- L'atto di modificazione di procura da parte del rappresentato/dominus
- L'atto di revoca della procura da parte del rappresentato/dominus
- L'atto di ratifica di un contratto concluso con un falsus procurator (un rappresentante finto o effettivo che eccede i limiti del proprio mandato inseriti nell'atto di conferimento di procura, pena l'annullabilità)
- L'atto di concessione dell'ipoteca (prima di concludere il relativo contratto di ipoteca) su bene immobile o bene mobile iscritto in pubblici registri (autoveicoli, navi, aeromobili)
- La formulazione della proposta contrattuale
- L'accettazione (o rifiuto) della proposta contrattuale effettuata dal proponente all'oblato
- La promessa di pagamento in data futura (contenuta per esempio nella cambiale pagherò o 'pagherò cambiario', a cui si può aggiungere un avallo da parte di un garante come una banca)
- L'atto di ricognizione del debito (cioè un riconoscimento di un debito nei confronti di un creditore e dunque del rapporto di credito sottostante)
- L'atto di remissione del debito (in cui un creditore rinuncia a un credito, estinguendo il rapporto di credito con il debitore e ogni altro eventuale diritto di garanzia reale e personale)
- L'atto di recesso da un contratto (a cui segue un eventuale pagamento di penale a titolo di risarcimento del danno se il recesso avviene prima di un certo termine)
- L'atto di affrancazione dell'enfiteuta (con cui l'enfiteuta diventa proprietario del fondo e estingue il diritto di enfiteusi pagando 15 volte il canone annuale al cedente del fondo)
- La dichiarazione di avvalersi della clausola risolutiva espressa in un contratto
- La promessa al pubblico (e.g. di dare una ricompensa per il ritrovamento di oggetti smarriti o animali smarriti o quando viene offerto un premio)

La dichiarazione di scienza, pur essendo un atto unilaterale, non è un negozio giuridico unilaterale siccome non è una manifestazione di volontà, ma una dichiarazione di essere a conoscenza di un fatto o atto.